# A-Junioren Eredivisie 2007/08
De A-Junioren Eredivisie 2007/2008 was de 16e editie van deze Nederlandse voetbalcompetitie die door de KNVB wordt georganiseerd.
Sparta Rotterdam werd voor de eerste keer landskampioen. FC Omniworld debuteerde op het hoogste niveau. FC Omniworld degradeerde samen met FC Volendam aan het einde van het seizoen weer naar de eerste divisie.

## Deelnemende teams
| Team               | Plaats     |
| ------------------ | ---------- |
| ADO Den Haag       | Den Haag   |
| Ajax               | Amsterdam  |
| AZ                 | Alkmaar    |
| De Graafschap      | Doetinchem |
| FC Groningen       | Groningen  |
| FC Utrecht         | Utrecht    |
| FC Volendam        | Volendam   |
| FC Omniworld       | Almere     |
| Feyenoord          | Rotterdam  |
| PSV                | Eindhoven  |
| sc Heerenveen      | Heerenveen |
| Sparta Rotterdam   | Rotterdam  |
| FC Twente/Heracles | Hengelo    |
| Willem II          | Tilburg    |

Ranglijst
| Positie | Club               | Gespeelde duels - punten |
| ------- | ------------------ | ------------------------ |
| 1       | Sparta Rotterdam   | 26 - 56                  |
| 2       | Feyenoord          | 26 - 53                  |
| 3       | AZ                 | 26 - 52                  |
| 4       | Ajax               | 25 - 47                  |
| 5       | sc Heerenveen      | 25 - 44                  |
| 6       | FC Twente/Heracles | 25 - 42                  |
| 7       | Willem II          | 26 - 38                  |
| 8       | PSV                | 26 - 33                  |
| 9       | FC Groningen       | 25 - 30                  |
| 10      | ADO Den Haag       | 25 - 30                  |
| 11      | FC Utrecht         | 25 - 25                  |
| 12      | De Graafschap      | 25 - 19                  |
| 13      | FC Omniworld       | 26 - 12                  |
| 14      | FC Volendam        | 25 - 8                   |

- Nummer 1 is landskampioen
- Nummers 13 en 14 degraderen naar eerste divisie